# Asota leuconeura
Asota leuconeura là một loài bướm đêm trong họ Erebidae.